# Egyptian Open
Die Egyptian Open sind ein jährlich stattfindendes Squashturnier für Herren und Damen. Es findet in der ägyptischen Hauptstadt Kairo statt und ist als Turnier der höchsten Kategorie Squash Tour Diamond Teil der PSA Squash Tour.
Erstmals wurde das Turnier 2019 ausgetragen, wobei das Turnier der Damen nicht unter dem Turniernamen Egyptian Open firmierte, sondern als Weltmeisterschaft ausgetragen wurde. Das Gesamtpreisgeld betrug bei der letzten Austragung 325.500 US-Dollar. Rekordsieger mit drei Turniererfolgen bei den Herren ist Ali Farag, während bei den Damen bislang Nour El Sherbini als einzige Spielerin mit zwei Turniersiegen den Wettbewerb mehrfach gewann.
Sponsor des Turniers ist seit der ersten Austragung die Commercial International Bank.

## Sieger

### Herren
| Jahr | Sieger              | Finalgegner         | Ergebnis                     |
| ---- | ------------------- | ------------------- | ---------------------------- |
| 2024 | Mostafa Asal        | Ali Farag           | 11:3, 13:11, 5:11, 11:8      |
| 2023 | Nicht ausgetragen 1 | Nicht ausgetragen 1 | Nicht ausgetragen 1          |
| 2022 | Ali Farag           | Paul Coll           | 11:6, 8:11, 11:4, 11:7       |
| 2021 | Ali Farag           | Mohamed Elshorbagy  | 6:11, 9:11, 11:2, 11:6, 11:5 |
| 2020 | Ali Farag           | Tarek Momen         | 11:8, 11:3, 11:4             |
| 2019 | Karim Abdel Gawad   | Ali Farag           | 11:6, 11:8, 11:8             |

### Damen
| Jahr | Siegerin            | Finalgegnerin       | Ergebnis                      |
| ---- | ------------------- | ------------------- | ----------------------------- |
| 2024 | Nour El Sherbini    | Nouran Gohar        | 5:11, 11:8, 11:8, 11:8        |
| 2023 | Nicht ausgetragen 1 | Nicht ausgetragen 1 | Nicht ausgetragen 1           |
| 2022 | Hania El Hammamy    | Nouran Gohar        | 11:7, 11:13, 11:3, 11:2       |
| 2021 | Nouran Gohar        | Nour El Sherbini    | 11:7, 11:4, 5:11, 7:11, 12:10 |
| 2020 | Nour El Sherbini    | Nouran Gohar        | 11:9, 11:9, 11:6              |
| 2019 | Nicht ausgetragen 1 | Nicht ausgetragen 1 | Nicht ausgetragen 1           |

 1 Statt der Egyptian Open war das Turnier Schauplatz der Weltmeisterschaft 2019/20.